# Jardín Botánico Alpinia
El Jardín Botánico Alpinia (en  italiano: Giardino Botanico Alpinia) es un jardín botánico alpino de unas 4 hectáreas de extensión en Stresa (Piamonte, Italia).

## Localización
Está situado a 800 m s. n. m. en Stresa, junto al lago Mayor, en la provincia de Verbano-Cusio-Ossola (Piamonte, Italia). Planos y vistas satelitales.45°53′0″N 8°31′0″E / 45.88333, 8.51667
Se puede llegar a él mediante el teleférico "Lido di Carciano" - "Alpino" - "Mottarone". Abre al público a diario en los meses cálidos del año.

## Historia
El giardino Alpinia (el cual al final del periodo Fascista era  llamado "Duxia") fue oficialmente fundado en 1934 por Igino Ambrosini y Giuseppe Rossi; en el momento de la inauguración fue uno de los primeros ejemplos de jardines botánicos Alpinos presentes en Italia lo que le dio una gran notoriedad, en el círculo de los naturalistas y botánicos internacionales.

He visto nacer a Duxia, he visto muchos lugares de gran belleza de Europa y de América, diria que el mirador del Alpino tiene una de las más bellas vistas del mundo. Me han dicho que exagero, niego la exageración.
Henry Correvon, 1934

El jardín se ubica en una zona panorámica de raro valore; ofrece un balcón natural con un amplio belvedere sobre el Lago Maggiore y las Islas Borromeas, otras vistas sobre partes del Parque nacional del Val Grande situado en los "Alpi Lepontine", el Monte Disgrazia, el Grigne y el Monte Legnone.
Situado a 800 m.s.m.
En el interior del jardín surge una fuente, que está dedicada al naturalista Marco De Marchi fundador del Istituto Idrobiologico di Pallanza.

## Colecciones
El jardín alberga actualmente unas 1000 especies de plantas, principalmente nativas de los Alpes y de las colinas aledañas, con especímenes adicionales procedentes del Cáucaso, China y Japón.
Entre sus colecciones se incluyen:
| - Artemisia - (A. atrata, - A. borealis, - A. campestris, - A. chamaemelifolia, - A. genipi, - A. Umbelliformis, - A. vallesiaca), - Campanula - (C. bononiensis, - C. excisa, - C. glomerata, - C. spicata, - C. thyrsoides), - C. scabiosa, - C. triumfetti), | - Centaurea - (C. bracteata, - C. cyanus, - C. montana, - C. phrygia, - C. scabiosa, - C. triumfetti), - C. scabiosa, - C. triumfetti), - Dianthus - (D. alpinus, - D. carthusianorum, - D. seguieri, - D. sylvestris), | - Geranium - (G. argenteum, - G. macrorrhizum, - G. phaeum, - G. pratense, - G. sanguineum, - G. sylvaticum), - Silene - (S. alpestris, - S. dioica, - S. rupestris, - S. saxifraga, - S. vallesia). - Silphium perfoliatum - Sorbus - Sorbus aria - Sorbus aucuparia - Typha latifolia |

Otra especies adicionales se encuentran en los bordes de los senderos con especies nativas tales como Acer pseudoplatanus, Arundo donax, Betula pubescens, Cytisus scoparius, Fagus sylvatica, Frangula alnus, Fraxinus excelsior, Juniperus communis, Laburnum anagyroides, Lythrum salicaria, Sorbus aria, S. aucuparia, además de Iris pseudacorus, I. sibirica, Myosotis scorpioides, Salix sp., Scirpus sylvaticus, Silphium perfoliatum, y Typha latifolia. En la senda entre Stresa y Mottarone podemos observar Androsace vandellii, Campanula glomerata, Gentiana asclepiadea, G. kochiana, G. Kochiana, G. purpurea, Hypochoeris uniflora, Narcissus poeticus, Primula hirsuta, Rhododendron ferrugineum, Trollius europaeus, y Veratrum album.

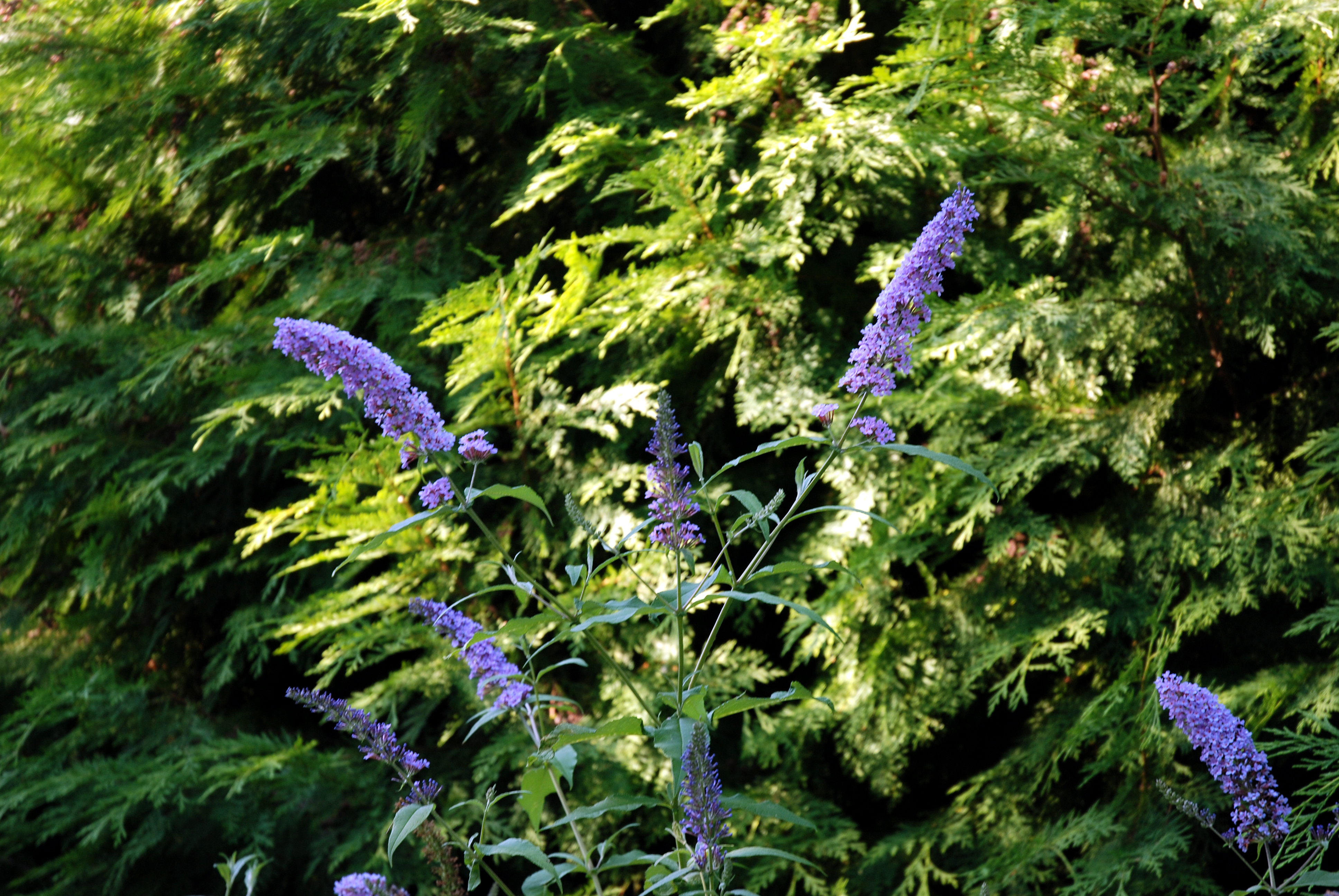
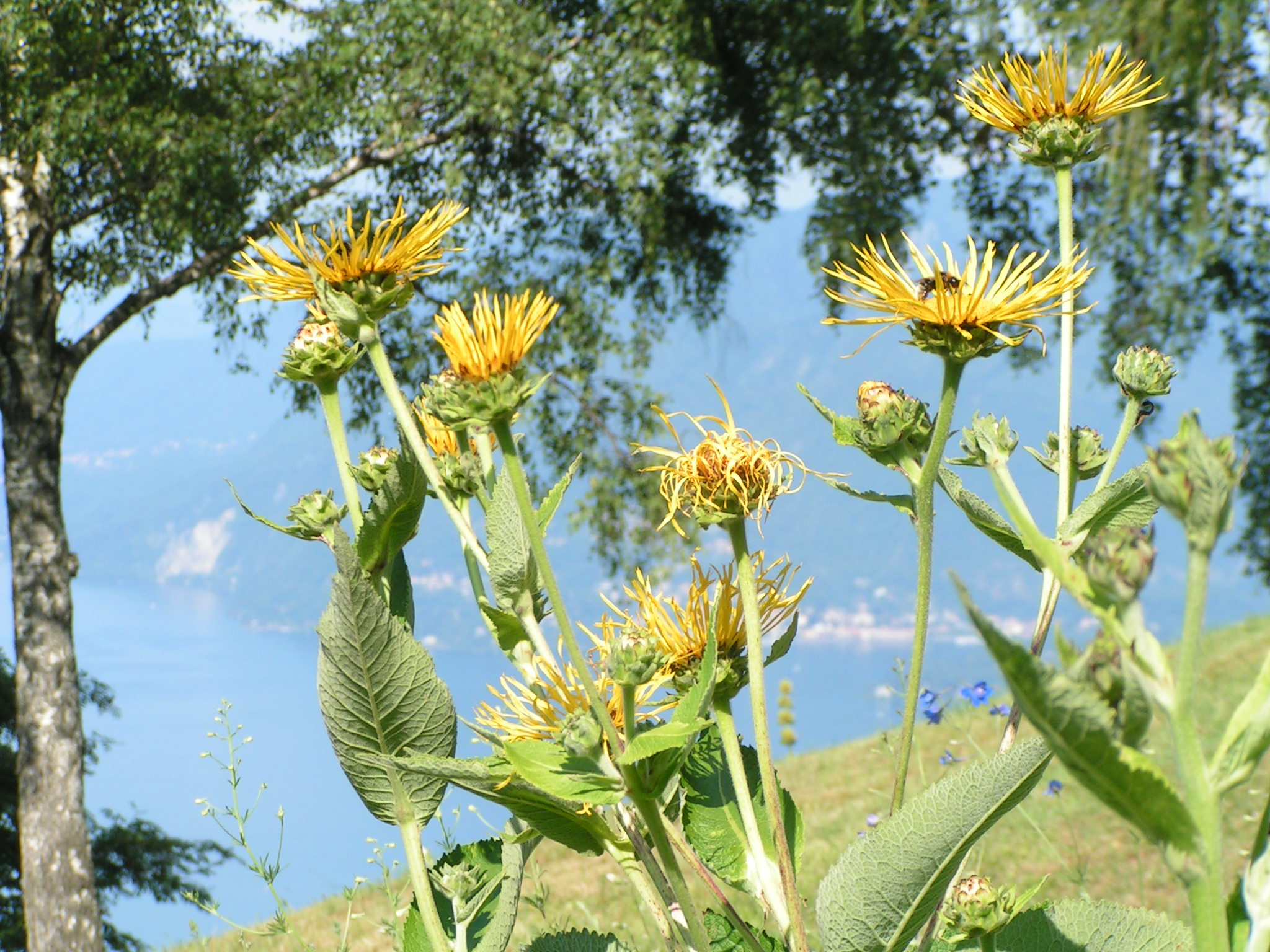
Jardín botánico Alpina (Comuna de Stresa). En el fondo Lago Maggiore y Verbania
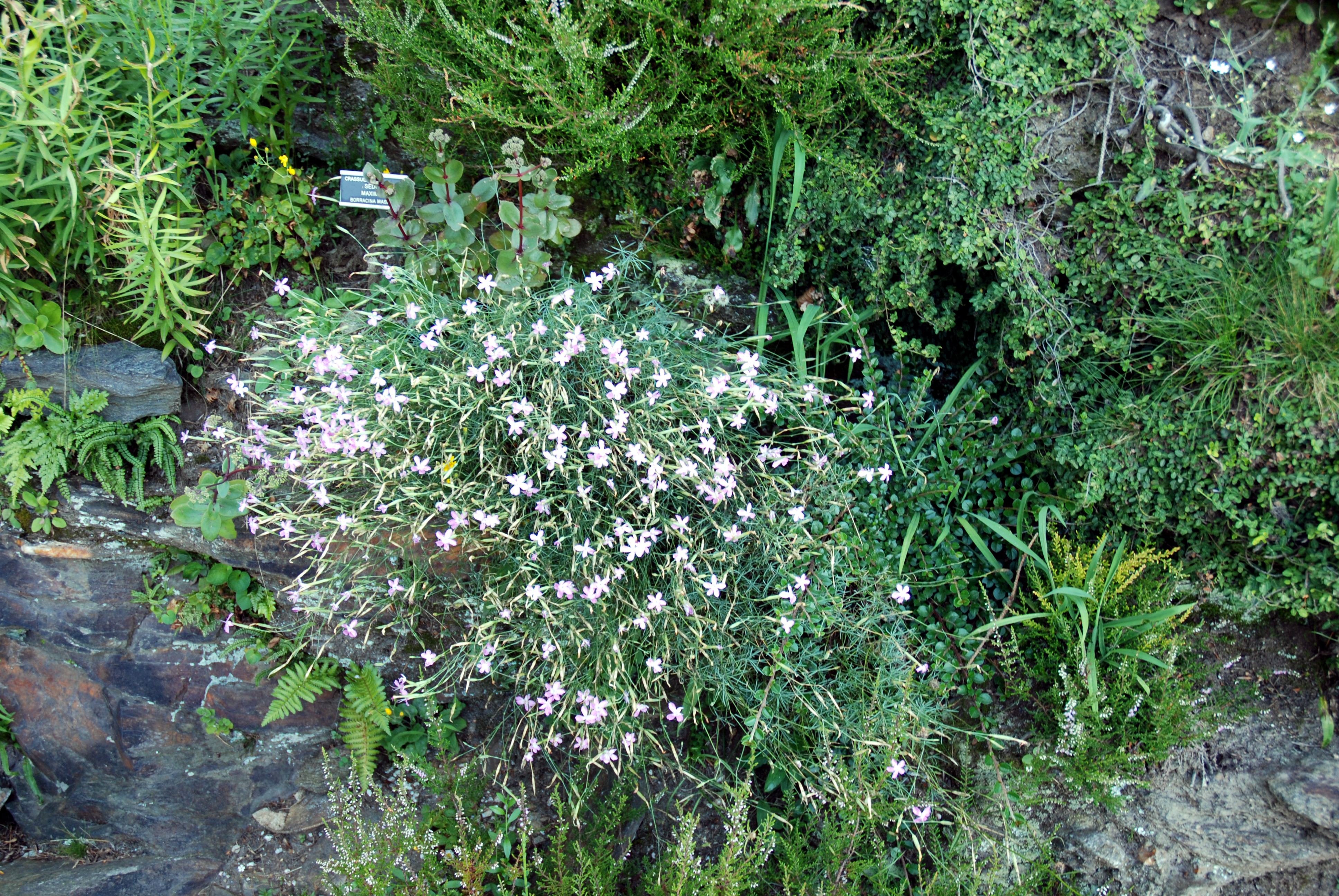
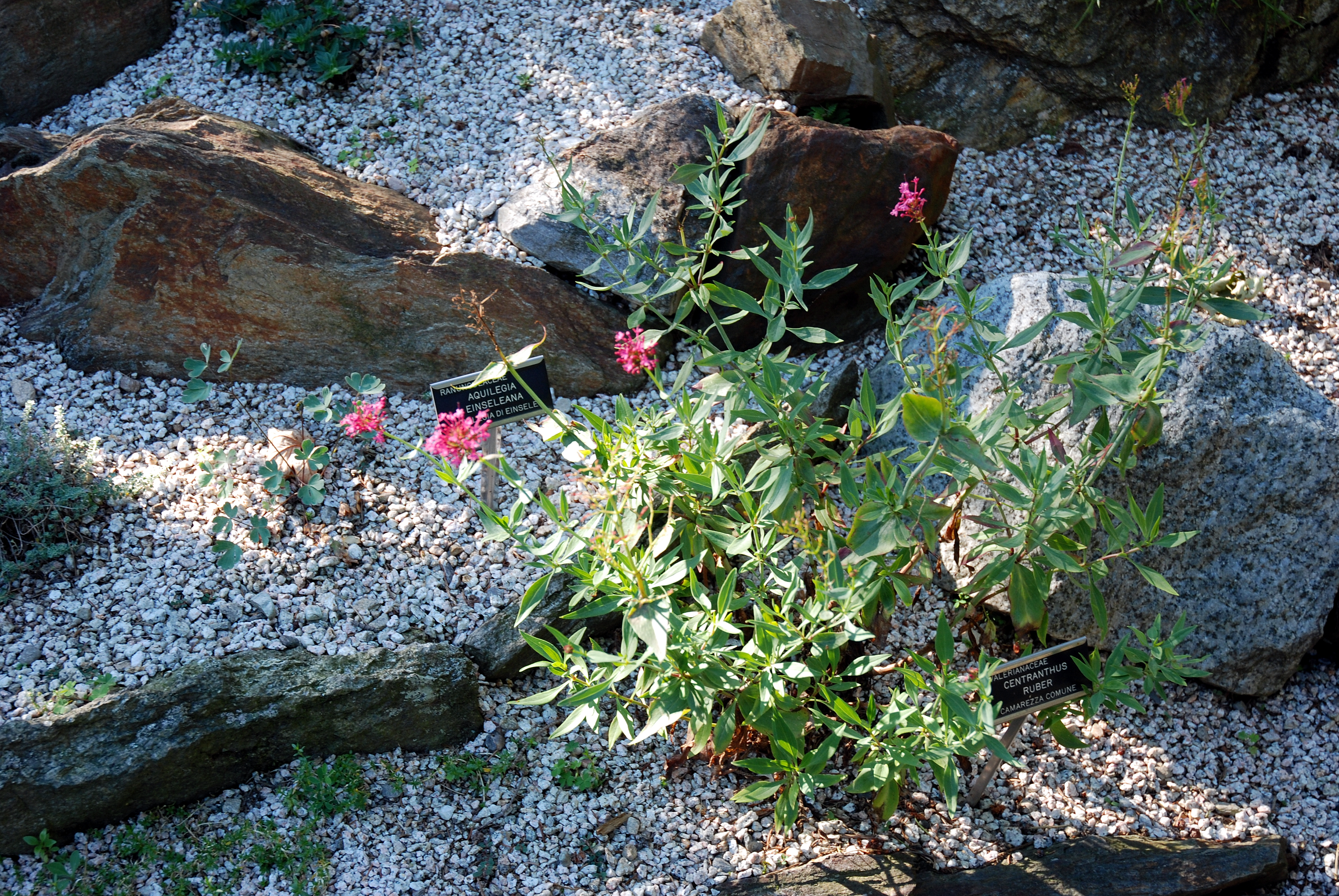
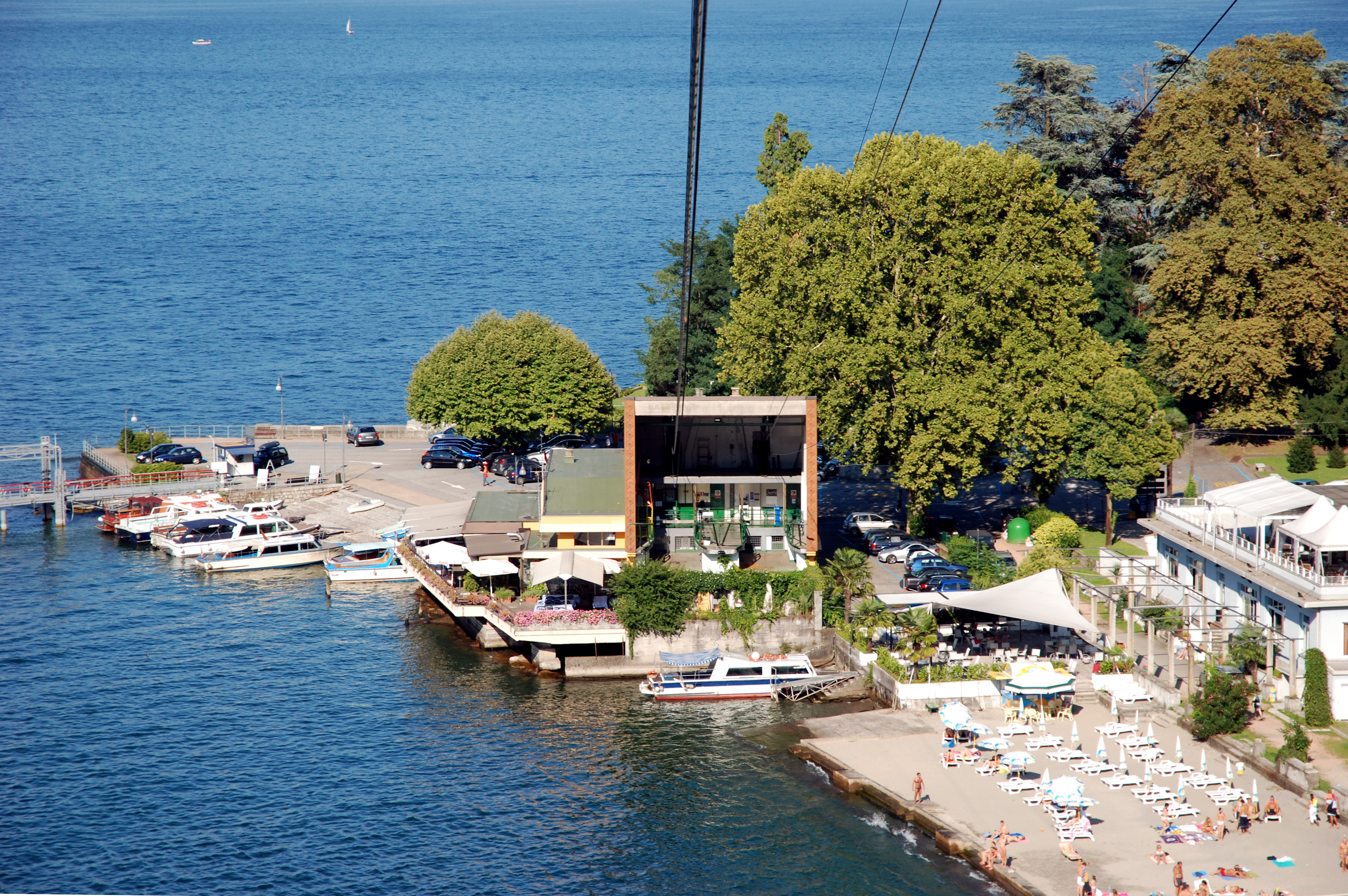
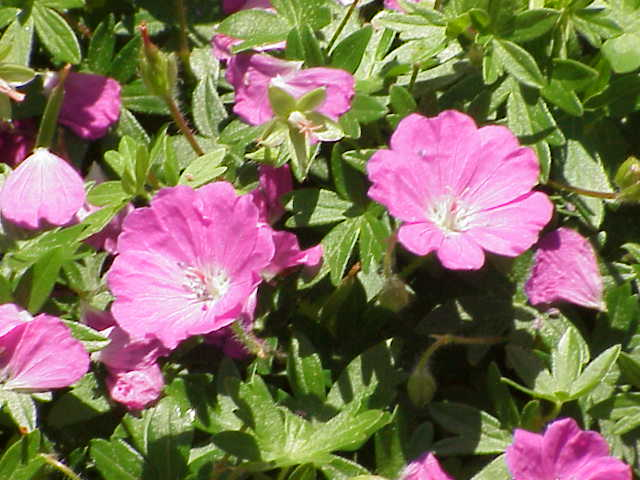
Geranium sanguineum una de las especies de Alpinia.